# 1-Stunden-Rennen auf dem Nürburgring 1978

Streckenlayout der Start-und-Ziel-Schleife des Nürburgrings

Das 1-Stunden-Rennen auf dem Nürburgring 1978, auch Nürburgring-Trophy (Interserie Super-Sportscars-Race FIA Coupe), Nürburgring Start- und Zielschleife, fand am 10. September auf der Start-und-Ziel-Schleife des Nürburgrings statt und war der sechste und letzte Wertungslauf der Interserie dieses Jahres.

## Das Rennen
Mit dem Sieg auf dem Nürburgring gewann Reinhold Joest auch die Fahrerwertung der Interserie 1978. Beim Rennen blieb er nach einer Fahrzeit von 1:00:18,200 Stunden mit dem Vorsprung von sieben Sekunden vor Bob Wollek siegreich. Beide fuhren einen Porsche 908/3 Turbo.

## Ergebnisse

### Schlussklassement
| 1           | Div. I  | 1  | Liqui Moly Equipe          | Reinhold Joest     | Porsche 908/3 Turbo | 70 |
| 2           | Div. I  | 2  | Porsche Kremer Racing      | Bob Wollek         | Porsche 908/3 Turbo | 70 |
| 3           | Div. II |    | Mario Ketterer             | Mario Ketterer     | TOJ SC306           | 69 |
| 4           | Div. II | 33 | Roland Binder              | Roland Binder      | Lola T296           | 69 |
| 5           | Div. II |    | Team Matter-Toj            | Klaus Walz         | TOJ SC206           | 68 |
| 6           | Div. II | 20 | Formelrennsportclub Zürich | Charly Schirmer    | Lola T296           | 67 |
| 7           | Div. II | 25 | Jan van Straaten           | Jan van Straaten   | Lola T292           | 66 |
| 8           | Div. II | 32 | Rolf Götz                  | Rolf Götz          | Chevron B23         | 66 |
| 9           | Div. II |    | Norbert Przybilla          | Norbert Przybilla  | Lola T297           | 66 |
| 10          | Div. I  | 11 | PB. Watson Sports Cars     | John Blanckley     | Chevron B31         | 63 |
| 11          | Div. I  | 8  | Deutsch Brothers Racing    | Kurt Lotterschmid  | Deutsch Special     | 61 |
| 12          | Div. I  | 7  | Hans-Rudolf Urech          | Hans-Rudolf Urech  | McLaren M8E         | 59 |
| Ausgefallen |         |    |                            |                    |                     |    |
| 13          | Div. II |    | Horst Deutsch              | Horst Deutsch      | TOJ SC206           | 52 |
| 14          | Div. II | 22 | Norbert Dombrowski         | Norbert Dombrowski | Rex SP1             | 49 |
| 15          | Div. II |    | Klaus Östreich             | Klaus Östreich     | TOJ SC206           | 47 |
| 16          | Div. II | 30 | Ralf Walter                | Ralf Walter        | TOJ SC02            | 43 |
| 17          | Div. I  | 6  | Karl Langjahr              | Karl Langjahr      | Tecno Eigenbau      | 35 |
| 18          | Div. I  | 5  | Siegfried Rieger           | Siegfried Rieger   | McLaren M8          | 29 |
| 19          | Div. I  |    | Dieter Schulz              | Dieter Schulz      | Lola T390           | 17 |

### Nur in der Meldeliste
Zu diesem Rennen sind keine weiteren Meldungen bekannt.

### Klassensieger
| Klasse  | Fahrer         | Fahrzeug            | Platzierung im Gesamtklassement |
| ------- | -------------- | ------------------- | ------------------------------- |
| Div. I  | Reinhold Joest | Porsche 908/3 Turbo | Gesamtsieg                      |
| Div. II | Mario Ketterer | TOJ SC306           | Rang 3                          |

### Renndaten
- Gemeldet: 19
- Gestartet: 19
- Gewertet: 12
- Rennklassen: 2
- Zuschauer: unbekannt
- Wetter am Renntag: warm und trocken
- Streckenlänge: 2,292 km
- Fahrzeit des Siegerteams: 1:00:18,200 Stunden
- Gesamtrunden des Siegerteams: 70
- Gesamtdistanz des Siegerteams: 160,440 km
- Siegerschnitt: unbekannt
- Pole Position: Reinhold Joest – Porsche 908/3 Turbo (#1) – 50,000
- Schnellste Rennrunde: Bob Wollek – Porsche 908/3 Turbo (#2) – 49,900
- Rennserie: 6. Lauf zur Interserie 1978